# Mauerkirchen
Mauerkirchen ist eine Marktgemeinde mit 2727 Einwohnern (Stand 1. Jänner 2024) in Oberösterreich im Bezirk Braunau am Inn.

## Geografie
Mauerkirchen liegt im Mattigtal, direkt östlich der namensgebenden Mattig, zwischen der Bezirkshauptstadt Braunau am Inn und der jungen Stadt Mattighofen im Innviertel. Durchflossen wird die auf etwa 407 Meter Höhe liegende Ortschaft vom Florianer Brunnbach (auch Mauerkirchner Brunnbach), einem rechten Nebenfluss der Mattig. Die Ausdehnung beträgt von Nord nach Süd 2,5 Kilometer, von West nach Ost 2,3 Kilometer und die Gesamtfläche 3,1 Quadratkilometer. 3,3 % der Fläche sind bewaldet, 63,3 % der Fläche werden landwirtschaftlich genutzt.

### Gemeindegliederung
Das Gemeindegebiet umfasst folgende vier Ortschaften (in Klammern Einwohnerzahl Stand 1. Jänner 2024):
- Biburg (72)
- Mauerkirchen (2542)
- Spitzenberg (110)
- Unterbrunning (3)

Die Gemeinde besteht aus den Katastralgemeinden Mauerkirchen und Spitzenberg.
Mit Wirkung vom 1. Jänner 2005 wurden das Bezirksgericht Mauerkirchen aufgelassen und die Gemeinde dem Bezirksgericht Braunau am Inn zugewiesen. Das ehemalige Bezirksgericht Mauerkirchen, Obermarkt 13, ist direkt im Zentrum von Mauerkirchen gelegen und ein dreigeschoßiges, teilunterkellertes Gebäude; im Erdgeschoß ist die Österreichische Post AG eingemietet.

### Nachbargemeinden
| Burgkirchen |                                             | Moosbach (Oberösterreich) |
|             | Kompassrose, die auf Nachbargemeinden zeigt |                           |
|             | Helpfau-Uttendorf                           |                           |

## Geschichte
Schon in der Steinzeit, vor etwa 7000 Jahren, war das Mattigtal besiedelt. Auch aus der darauffolgenden Bronzezeit wurden in der Nachbarsgemeinde Funde gemacht. Zur Zeit der Römer, sie besetzten im Jahr 15 v. Chr. den Alpenraum, verlief durch das Mattigtal eine Nebenstraße. Diese berührte wohl auch Mauerkirchen, worauf ein Münzfund bei Friedhofsverlegung 1842 hindeutet.
Obwohl die Frühzeit des Marktes Mauerkirchen im Dunkeln liegt, wird die Ortsbezeichnung „Romaniberg“ mit den Römern in Verbindung gebracht und der im Jahre 757 genannte Ort „Proun“ auf Mauerkirchen bezogen. Der Namenswechsel wird damit erklärt, dass eine ursprünglich aus Holz erbaute Kirche frühzeitig durch ein gemauertes Gotteshaus ersetzt wurde. Das dafür angegebene Weihejahr 912 ist jedoch urkundlich nicht belegbar, obwohl bereits zu dieser Zeit eine Marienwallfahrt dem Ort Bedeutung verliehen haben dürfte. Anlässlich eines Ungarnsieges stiftete  Herzog Heinrich I. von Bayern 948 zwei Reiterstatuen aus Erz nach Mauerkirchen, diese sollen beim Kirchenbrand 1297 geschmolzen sein.
Um 1300 wurden in der Pfarrkirche Gusssteinnachbildungen dieser Statuen aufgestellt, die jedoch beim großen Marktbrand 1865 wiederum zerstört wurden. Der Neubau der Pfarrkirche erfolgte 1867 bis 1872 im neugotischen Stil. Diese wurde 1983 einer durchgreifenden Innenrenovierung zugeführt. Dabei wurden die 1907 vom Mauerkirchner Kirchenmaler Josef Scherfler geschaffene Zwickel- und Rankenmalerei wieder freigelegt.
Die älteste Urkunde, in der Mauerkirchen erwähnt wird, stammt vom 20. Juli 1276. Die Verleihung des Marktrechtes erfolgte am 29. September 1373 durch Herzog Stefan den Älteren und seine Söhne. Die älteste Abbildung des Mauerkirchner Wappens, ein Urkundensiegel, stammt vom 6. Oktober 1476.
Mauerkirchen war seit etwa 1450 Sitz eines Landgerichtes (später Bezirksgericht, seit 2005 aufgehoben). Der Forst- und Wildmeister für den Kobernaußerwald und für den Weilhart hatte hier seinen Sitz. Bis 1803 amtierte hier auch ein Lehensverwalter des passauischen Bischofs.
Seit Anfang des 15. Jahrhunderts bestand in Mauerkirchen eine lateinische und deutsche Pfarrschule. Ab dem Jahr 1493 fand eine langjährige Marienwallfahrt statt. Am 20. Januar 1549 verlieh Herzog Wilhelm IV. den Mauerkirchnern einen Burgfried (feste Grenze der Marktgerichtsbarkeit). Den Dreißigjährigen Krieg überstand Mauerkirchen ohne große Kriegshandlungen, doch wurde der Ort ständig durch Truppendurchzüge, Einquartierungen, Plünderungen und Gewalttaten heimgesucht. Dazu kamen Hungersnöte und Seuchen, wie etwa die Pest. Aufgrund der Holzbauweise kam es zu mehreren Marktbränden: 1701 gab es eine große Brandlegung. Ein Meteoritenfall am 20. November 1768 versetzte die Bevölkerung des Ortes in Angst und Schrecken. Das Hauptstück dieses Meteoriten befindet sich heute in der Mineralogischen Staatssammlung München.
Kriegsnöte hatte Mauerkirchen vor allem im Landshuter Erbfolgekrieg 1504 und im Bayerischen Erbfolgekrieg 1703 zu erdulden.

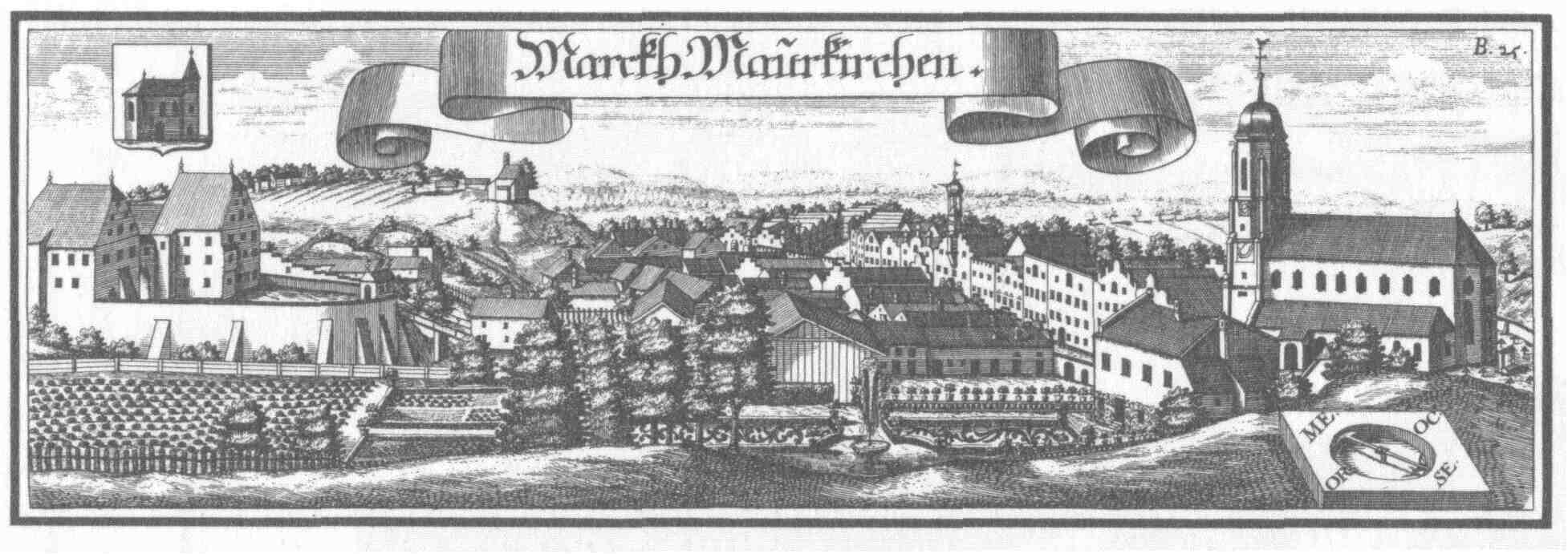
Markt Mauerkirchen nach einem Kupferstich von Michael Wening von (1721)

Im Frühjahr 1772 wurde im Mauerkirchner Kirchenholz der letzte Bär im Innviertel erlegt.
Bis 1779 war der Ort bayerisch und kam nach dem Frieden von Teschen mit dem Innviertel (damals „Innbaiern“) zu Österreich.
Während der Napoleonischen Kriege wieder kurz bayerisch, gehört er seit 1814 endgültig zu Oberösterreich. 1865 kam es wieder zu einem großen Brand im Ort.
1873 erfolgte der Anschluss an die Eisenbahnlinie Braunau–Steindorf. Nach dem Anschluss Österreichs an das Deutsche Reich am 13. März 1938 gehörte der Ort zum Gau Oberdonau. 1938 wurde in Mauerkirchen eine Hauptschule eingerichtet (Bau 1939).
Nach dem Ende des Zweiten Weltkrieges befand sich in Raum Mauerkirchen ein großes amerikanisches Entlassungslager, in dem an die 300.000 deutsche Gefangene durchgeschleust wurden (z. B. Karl Aloys Schenzinger).

### Einwohnerentwicklung
| Jahr      | 1991  | 2001  | 2011  | 2018  |
| --------- | ----- | ----- | ----- | ----- |
| Einwohner | 2.372 | 2.297 | 2.299 | 2.566 |

Die Einwohnerzahl ging von 1991 bis 2001 zurück, da es eine negative Wanderungsbilanz (−170) gab, die durch die positive Geburtenbilanz nicht aufhgehoben werden konnte. Von 2001 bis 2011 erfolgte eine Zuwanderung, die Geburtenbilanz wurde aber negativ, sodass die Bevölkerungszahl beinahe konstant blieb.

## Kultur und Sehenswürdigkeiten
- Schloss Spitzenberg

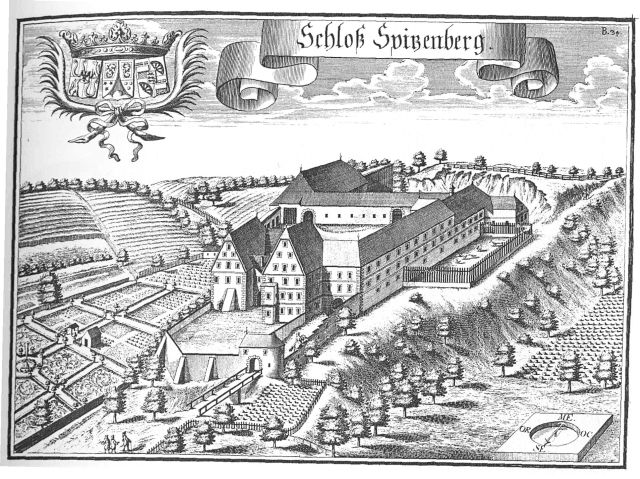
Schloss Spitzenberg, nach Michael Wening (1721)

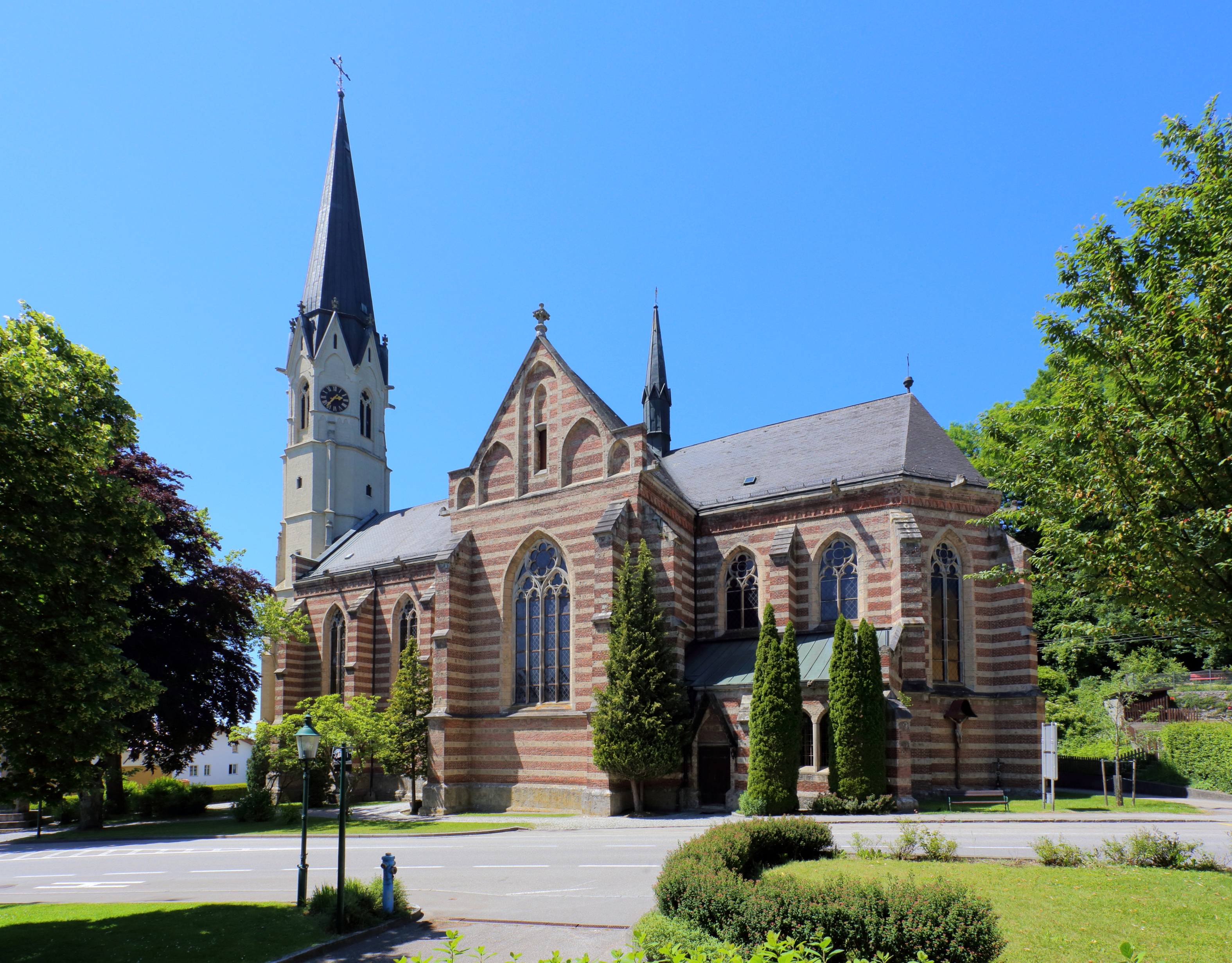
Pfarrkirche Mauerkirchen

- Katholische Pfarrkirche Mauerkirchen Mariä Himmelfahrt: Nach der großen Brandlegung 1865 wurden die Pfarrkirche, das Schloss Spitzenberg und der halbe Obermarkt zerstört. Mit Ausnahme des Kirchturmes, der bis zum Glockengeschoß erhalten blieb, wurde die Kirche von 1867 bis 1872 im neugotischen Stil wieder errichtet. Sie gilt heute als eines der wenigen Baudenkmäler der Neugotik in Oberösterreich.
- Evangelische Erlöserkirche: Da die Heimatvertriebenen fast ausschließlich evangelisch waren, erbauten sie inmitten ihres neuen Siedlungsgebietes die Erlöserkirche. Nach einer einjährigen Bauzeit wurde sie 1960 feierlich eingeweiht. Erbaut wurde sie nach den Plänen von Architekt Hans Schihan, der selbst evangelisch war und später Bürgermeister von Mauerkirchen wurde.
- Hl. Geistkirche: An der, Richtung Mattighofen führenden, Hl. Geistgasse liegt die Ende des 16. Jahrhunderts erbaute Hl. Geistkirche, die der Straße auch den Namen gab. Hinter der schlichten Fassade verbirgt sich ein Schmuckkästchen von Mauerkirchen. Die wertvolle Einrichtung stammt aus mehreren Stilepochen. Zwei bedeutende Mauerkirchner, der Stuckateur Johann Michael Vierthaler und der Maler Johann Georg Reischl schufen am Anfang des 18. Jahrhunderts den schönen Stuck, bzw. die Deckengemälde. In dem der Kirche angebauten Haus wurden bis in das vorige Jahrhundert arme und kranke Arbeiter versorgt. Es hieß deshalb das Armenhaus. Heute sind dort Gemeindewohnungen untergebracht. Die Hl. Geistkirche wurde in den Jahren 1969–1971 durchgreifend restauriert.
- Nachtwächterhaus: Hoch über dem Markt, auf dem Buchberg, steht das Wächterhaus, das ebenfalls zu den Wahrzeichen des Marktes zählt. Der turmähnliche Bau, der aus dem 16. Jahrhundert stammt, gehörte einst zur Abwehranlage des Mattigtales. In diesem Haus wohnte der Nachtwächter, der von hier aus den ganzen Markt überblicken konnte, um bei einem Brand sofort Alarm zu geben. Zum letzten Mal wurde übrigens im Jahre 1920 ein Nachtwächter eingestellt. Heute verbringen hier jedes Jahr einige Jugendgruppen der Pro Juventute Kinderdorfvereinigung ihre Ferien.
- Vierthalerhaus: Nahe dem Wächterhaus befindet sich das sogenannte Vierthalerhaus. In diesem Haus wachsen bei einer Pflegefamilie Kinder auf. Erbaut wurde das Vierthalerhaus im Jahre 1958 und es wurde nach dem bedeutenden Pädagogen und Waisenhausvater Franz Michael Vierthaler benannt. Dieser wurde im Jahre 1758 in Mauerkirchen geboren und war ein Enkel des Stuckateurs Johann Michael Vierthaler.
- Marktgemeindeamt: Das Gemeindeamt soll 1395 erbaut worden sein und weist noch im Erdgeschoß eine kreuzrippengewölbte Halle auf, welche – wie das gesamte Gebäude – in den Jahren 1986/88 restauriert wurde.
- Marktplatz: Der Marktplatz von Mauerkirchen ist ein typischer Straßenplatz der Inn-Salzach-Gegend. Der Ober.- und Untermarkt bietet eine wunderschöne Architektur. (z. B. Schremshaus und Fam. Tieftrunk – Reischlhaus usw.)
- Schremshaus: Das schönste Haus am Marktplatz ist das Haus des Uhrmachermeisters Alfons Schrems. Der schöne Stuck, der die Fassade ziert, stammt aus der Hand des schon genannten Johann Michael Vierthaler, aus dem Jahre 1734.
- Fam. Tieftrunk – Reischlhaus: Am Obermarkt befindet sich am Haus des Friseurmeisters Tieftrunk eine Gedenktafel für den bedeutenden Heimatdichter Joseph Reischl, der in Mauerkirchen geboren wurde und in diesem Haus lebte. Reischl wurde besonders durch sein Gedicht ´s Mattigtal bekannt und verstarb in diesem Haus im Jahre 1892.
- GH Öller – Wildmeister: Gegenüber dem Bezirksgericht befindet sich der Gasthof Öller. In diesem Haus war bis in das 19. Jahrhundert die Wild- und Forstverwaltung für den Kobernaußerwald und für den Lachforst. Am Eingang befindet sich im Portal ein Oberlichtgitter aus der Zeit, als hier noch der sogenannte Wildrichter amtierte.
- Schloss Spitzenberg: Geht man neben dem Gasthof Öller die Schlossgasse hinauf, kommt man zum Schloss Spitzenberg. Oft ging dieses Schloss in Flammen auf. Nach dem großen Brand von 1865 wurde es erst wieder im Jahre 1917 aufgebaut. Zu den bedeutendsten Besitzern von Schloss Spitzenberg zählte Friedrich Mauerkircher, der 1485 als Bischof von Passau starb. Die Reste der Ringmauer, die man noch entlang der Schlossgasse sehen kann, stammen noch aus der Zeit, als Bischof Mauerkircher Besitzer war.
- Volks-, Haupt- und Musikschule:An der Stelle der heutigen Volks- und Hauptschule befand sich bis zum Jahre 1939 der Mauerkirchner Pfarrhof. Am 1. September 1939, genau an dem Tag, als der Zweite Weltkrieg ausbrach, wurde mit dem Schulbau begonnen. Gegen Ende des Krieges war im Schulbereich ein Lazarett eingerichtet. Das Schulgebäude wurde zweimal erweitert, zuletzt von 1977 bis 1980, als auch der große Turnsaal erbaut wurde.
- Marktbrunnen mit Reiterstatuen: Bis zum Kirchenbrand vom 17. Juni 1865 standen in der Mauerkirchner Pfarrkirche zwei lebensgroße Reiterstatuen. Die Reiter stellten den Stifter, Heinrich I. und den Feldhauptmann Rasso von Andechs dar. Alte Aufzeichnungen berichten von einer Inschrift, die sich neben den Reitern befand. Dieser Inschrift zufolge, soll im Jahre 948 König Heinrich I. nach einer erfolgreichen Ungarnschlacht zwei Reiterstatuen aus Bronze zu Ehren 'unserer lieben Frau' nach Mauerkirchen gestiftet haben. Diese Statuen wurden beim Kirchenbrand 1297 zerstört und durch Gusssteinstatuen ersetzt, welche beim Marktbrand 1865 vernichtet wurden. Der im Jahre 1990 errichtete Marktbrunnen soll mit dieser Darstellung an die Geschichte erinnern.
- Kaiser Joseph Park: Gleich neben der Kirche befindet sich der Kaiser Joseph Park. Hier sehen wir eine Bronzestatue des Reformkaisers Joseph II. auf einem Granitsockel. Unter Joseph II. kam das Innviertel von Bayern zu Österreich. Das Denkmal wurde gegen Ende des 19. Jahrhunderts von den Mauerkirchner Bürgern aufgestellt.
- Christophorus-Statue: An der Brunnbachbrücke im Untermarkt befindet sich eine schöne, vom bekannten Bildhauer Rupert Rothböck geschaffene Christophorus-Statue mit Kind.
- Florianikapelle in Biburg: In Erinnerung an die schwerwiegenden Hochwasserkatastrophen in Mauerkirchen und Biburg wurde in den Jahren 1991/1992 in Biburg – an der Mattig – diese Florianikapelle errichtet.
- Jahndenkmal:
- Steinskulptur von Franz Frauenlob: Seit Juli 2001 bearbeitete der Bildhauer Franz Frauenlob, auf Einladung der Kulturinitiative Mauerkirchen, im Josefspark eine Steinskulptur. Der Stein, ein sogenannter Karstmarmor aus Dalmatien, mit einem Gewicht von ca. 5,5 Tonnen, stammt vom ehemaligen Südbahnhof in Wien und wurde vom Künstler gestiftet. Die Arbeit ist 'zweiseitig' angelegt, wobei sich der Charakter der Skulptur im Umschreiten kontinuierlich in sein Gegenteil wandelt. Um der Form Dynamik zu verleihen, bezog der Künstler spitzwinkelige Dreiecke und Trapeze in sein Gestaltungskonzept mit ein. Der Stein bietet so beim Umschreiten verschiedene interessante Perspektiven. Die Skulptur ist am Buchberg aufgestellt.

### Maria-Hafner-Park
- Eine Gedenkstätte für das ehemalige amerikanische Entlassungslager im Jahr 1945: Noch über 60 Jahre nach dessen Auflösung gab und gibt es wiederholt Anfragen von ehemaligen Lagerinsassen oder deren Angehörigen, ob es – das ehemalige Lager betreffend – eine Gedenkstätte gäbe. Diese Anfragen Betroffener, aber auch die Tatsache, dass der örtliche Heimatforscher Herbert G. Brandstetter die Geschichte des Lagers in seinem 2005 erschienenen Buch „Mauerkirchen – Die Chronik“ dokumentieren konnte, verstärkte den Wunsch nach einer solchen Gedenkstätte in Mauerkirchen.
- Initiativen und umfangreiche Planungen: Im Jänner 2008 ergriff Herbert Brandstetter in einem gemeinsamen Gespräch mit Bürgermeister Dietmar Vlach und dem Bezirksobmann des Österreichischen Schwarzen Kreuzes (ÖSK), Vizebürgermeister Walter Haid, die Initiative und regte die Errichtung einer Gedenkstätte an. Als Standort schlug er ein in Gemeindebesitz befindliches Grundstück am Ende des Untermarktes vor. Auf Ersuchen Brandstetters erstellte Wolfgang Vierlinger einen ersten Planentwurf. Herbert Brandstetter verfasste den dazugehörigen Text für die Schautafeln. Auf einer der Tafeln wird nach den Erinnerungen des Zeitzeugen Erwin Pichler der riesige Umfang des Lagers auf einem Luftbild von 1951 dargestellt. Foto-Dokumente stammen aus dem Privatarchiv des Fotografen Peter Nemetz. In der Folge fällte der Mauerkirchner Gemeinderat einen einstimmigen Grundsatzbeschluss für ein solches Projekt sowie die Benennung der Gedenkstätte in „Maria-Hafner-Park“. Die im Frühjahr 2008 eingeschaltete Landeskulturdirektion schlug die Einbeziehung weiterer Fachleute und eines Bildhauers vor. Paulus Wall (Landeskulturdirektion) machte sich persönlich bei einem Lokalaugenschein ein Bild vor Ort. Mit der Gestaltung einer Skulptur aus Granit betraute die Marktgemeinde den aus Mauerkirchen stammenden und in Schalchen ansässigen Bildhauer Hermann Gschaider. Im März 2009 schuf der Uttendorfer Architekt Manfred Hellmann einen neuen detaillierten Plan. Dabei veränderte er die Raumgestaltung der Anlage und regte an, die Skulptur in erhöhter Lage aufzustellen, um diese auch von der Straße aus besser sichtbar zu machen. Eine Nebenidee des Projektanten war die Hervorhebung der im Entlassungslager Verstorbenen mittels der Platzierung von Gedenksteinen um die Skulptur. Dabei treten 18 Großwürfel aus Granitsteinen für die 18 im Entlassungslager verstorbenen Soldaten aus der ebenmäßig geformten Fläche hervor.
- Die Errichtung der Gedenkstätte: Nachdem die Marktgemeinde das Projekt mit den neuen Unterlagen im Frühjahr 2009 der Landeskulturdirektion zur Begutachtung vorgelegt und diese schließlich „grünes Licht“ gegeben hatte, konnte mit der Realisierung des „Maria-Hafner-Parks“ begonnen werden. Architekt Hellmann wurde in der Folge mit der Projekt-Koordination beauftragt. Im darauf folgenden September wurde mit den erforderlichen Erdarbeiten begonnen und bereits im Oktober war sowohl die Platzgestaltung fertig gestellt als auch die Granit-Skulptur auf den vorgesehenen Sockel platziert worden. Anschließend erfolgten die nötigen Elektroinstallationen und die Montage der drei aus Glas gefertigten Schautafeln. Im Frühjahr 2010 konnten mit der Errichtung der Ruhebänke sowie der Gestaltung und Bepflanzung der Grünanlagen die Arbeiten abgeschlossen werden. Bezirkshauptmann Georg Wojak und der Ehren-Vizepräsident des ÖSK, Karl Harner, unterstützten die Errichtung dieser Gedenkstätte mit persönlichen Spenden.
- Das Entlassungslager in Mauerkirchen 1945: Gegen Ende des Zweiten Weltkrieges befand sich im April 1945 die voll motorisierte (wieder aufgestellte) 6. Deutsche Armee in der Steiermark und Oberösterreich. Ihr Befehlshaber, General Hermann Balck, führte über 30.000 Mann in amerikanische Gefangenschaft. Unmittelbar nach dem Zusammenbruch des deutschen Widerstandes war im Raum Mauerkirchen-Uttendorf ein Großteil der 6. Deutschen Armee zusammengezogen worden, um hier ein riesiges Entlassungslager zu bilden. Dabei hatte die Sprengung der beiden Innbrücken in Braunau (1. und 2. Mai 1945) durch die Nationalsozialisten für die Umgebung einen schweren Nachteil. Ursprünglich war von den Alliierten in Regensburg bzw. Rosenheim die Errichtung eines Entlassungslagers geplant worden. Wegen Schwierigkeiten beim Transport wurde dann jedoch Mauerkirchen dazu ausersehen.
- Die Errichtung des Lagers: Am 3. Mai 1945 waren die ersten amerikanischen Truppen kampflos in Mauerkirchen einmarschiert. Unmittelbar danach erfolgte die Errichtung des Entlassungslagers. Dieses erstrecke sich von Stockleiten entlang der Bahnlinie bis nach Reichsdorf. Die Offiziere schliefen in großen Autos, die einfachen Soldaten in Zelten, Erdhütten oder unter freiem Himmel. Zwischen den Bahnhöfen Mauerkirchen und St. Georgen stand eine Reihe von Eisenbahnzügen. In den Waggons waren Kanzleien untergebracht. Jeder deutsche Kriegsgefangene wurde auf seine politische Vergangenheit überprüft. Angehörige der SS mussten zu Fuß nach Altheim in ein eigenes Lager marschieren. Am 10. Mai 1945 traf der Befehlshaber der Truppen in der amerikanischen Besatzungszone, General Harry John Collins, in Mauerkirchen ein. In einer über Lautsprecher im Lager übertragenen Rede sicherte er den Lagerinsassen die Entlassung zu, sobald genügend Papier aufgetrieben werden konnte, um die Entlassungsscheine zu drucken. Er musste jedoch eingestehen, dass die Verwaltung nicht in der Lage sei, die Tausenden von Gefangenen mit Nahrungsmitteln zu versorgen. Am 17. Juni 1945 wurden mehrere Hundert Soldaten aus dem Lager Mauerkirchen mittels LKW nach Kaprun gebracht, wo sie die Arbeiten am Kraftwerksbau fortsetzten, die während des Krieges von Zwangsarbeitern durchgeführt werden mussten. Auch zur Wiederinstandsetzung der Landes-Feuerwehrschule in Linz waren 50 Soldaten abkommandiert.
- Ausstellung der Entlassungspapiere: Ab 20. Mai 1945 konnte mit der Entlassung der Gefangenen begonnen werden. Die Soldaten erhielten in der (ehemaligen) Ziegelei in Eglsee Nr. 9–11 ihre Entlassungsscheine. Jene aus der Umgebung ließ man sofort frei, die anderen wurden auf Lastwagen verladen und in ihre Heimat abtransportiert. Jeden Tag fuhren ganze Autokolonnen und ab Anfang Juli auch Eisenbahnzüge mit den Entlassenen nach allen Richtungen. Die Hoffnung auf eine baldige Entlassung bewirkte, dass das riesige Lager von den Amerikanern weder mit Stacheldrahtzäunen umgeben noch bewacht werden musste. Bis zum September 1945 waren etwa 200.000 deutsche Kriegsgefangene durchgeschleust und entlassen worden.
- Tausende Motorfahrzeuge: Neben den vielen Soldaten waren seit 9. Mai 1945 auch etwa 2400 Motorfahrzeuge ins Lager gebracht und danach vielfach geplündert worden. Im Laufe der folgenden Monate schleppte man die Fahrzeuge nach Ranshofen, wo sie im Aluminiumwerk weiter verwertet wurden. Unter den Gefangenen befanden sich auch etwa 20 Generäle. Beispielsweise der Kommandant der „Heeresgruppe Süd“, Generaloberst Lothar Rendulic (1887–1971), der am 7. Mai 1945 in St. Martin im Innkreis vor den Amerikanern kapitulierte, der Chef des Generalstabes der 6. Armee, General Heinz Gaedcke (1905–1992), der Kommandant der 1. Panzer-Division, Generalleutnant Eberhard Thunert (1899–1964), oder der General der Infanterie Albrecht Schubert (1886–1966). Auch der deutsche Autor Karl Aloys Schenzinger (1886–1962), zählte zu den Gefangenen des Lagers Mauerkirchen. Durch Unfälle und Krankheiten starben 18 Angehörige der deutschen Wehrmacht im Lager. Sie wurden im Friedhof St. Florian beerdigt. Am 16. September 1945 lösten die Amerikaner das Entlassungslager auf. Seit dem 1. November 1944 hatte sich im Schulgebäude ein Lazarett befunden, in dem 20 Angehörige der Wehrmacht verstorben waren. Diese sind zunächst am Ortsfriedhof bestattet worden. Erst 1966 ist deren Exhumierung und Umbettung auf den Kriegerfriedhof von St. Florian erfolgt.
- Maria Hafner – der Engel der 6. Armee: Mit der Errichtung des Entlassungslagers in Mauerkirchen stand Maria Hafner als Leiterin der Ortsstelle Mauerkirchen des Roten Kreuzes vor einer Aufgabe, an die sie bei der Übernahme ihres Amtes 1939 nicht zu denken gewagt hatte. Mit ihren 32 Rotkreuz-Helferinnen war sie täglich am Hauptverbandsplatz tätig, an dem ständig 200 bis 300 Männer betreut werden mussten. Bis zur Auflösung des Lagers im September 1945 wurden von den Mauerkirchner Rotkreuz-Schwestern 194.888 Soldaten, davon 3.165 Verwundete, sowie 4.038 Flüchtlinge mit Lebensmitteln, Wäsche, Verbandsmaterial, Medikamenten und Hygienemitteln versorgt. Zusätzlich gaben sie an ca. 25.000 Personen Milch, Eier, Butter und Brot aus. Die Nahrungsmittel und Wäsche erbettelten die Helferinnen von den Bewohnern der Umgebung. 131.000 Mahlzeiten wurden verabreicht und rund 36.000 Arbeitsstunden geleistet. Damit konnte eine drohende Hungerskatastrophe und Seuchengefahr gebannt werden.
- Höchste Auszeichnung: Maria Hafner wurde am 6. Dezember 1891 in Mauerkirchen im Haus Untermarkt Nr. 31 als Tochter des Tischlermeister-Ehepaares Franz und Maria Katzlberger geboren. 1920 heiratete sie Karl Hafner, der im Haus Apothekergasse Nr. 3 das Tischlereigewerbe weiter führte. Der Ehe entsprossen drei Kinder: Der Sohn Karl (1944 im Krieg vermisst) sowie die Töchter Ilse und Elfriede. Seit 1914 hatte Maria Hafner beim Roten Kreuz mitgearbeitet, 1920 wurde sie aktives Mitglied. Ab 1939 leitete sie bis zu ihrem Tod die Ortsstelle Mauerkirchen. In späteren Dankschreiben von Angehörigen der Wehrmacht wird Schwester Maria Hafner oftmals als „Engel der 6. Armee“ bezeichnet.
- Florence-Nightingale-Medaille: Für ihren Einsatz wurde ihr am 17. Mai 1963 die höchste Auszeichnung des Internationalen Roten Kreuzes, die „Florence-Nightingale-Medaille“ verliehen. Präsident Hans Lauda nahm die Überreichung in Linz vor. Die Bedeutung der „Florence-Nightingale-Medaille“ kann man daraus ermessen, dass sie weltweit jährlich nur an 36 Personen verliehen wird. Hafner war erst die fünfte Österreicherin und die erste Oberösterreicherin, die diese Auszeichnung erhalten hatte. Maria Hafner, sie war seit 1963 auch Trägerin des Goldenen Ehrenringes der Marktgemeinde Mauerkirchen, starb am 10. Jänner 1969, im 77. Lebensjahr.
- Die Errichtung des Maria-Hafner-Parks wurde aus Mitteln des Österreichischen Roten Kreuzes / Bezirksstelle Braunau am Inn und aus Mitteln des Landes Oberösterreich (Landeskulturdirektion) gefördert.

## Wirtschaft und Infrastruktur

### Soziale Einrichtungen
In den letzten Jahren wurden eine Werkstätte und ein Wohnhaus für Menschen mit Beeinträchtigung vom Evangelischen Diakoniewerk Gallneukirchen errichtet. Weiters konnten 14 betreubare Wohnungen ihrer Bestimmung übergeben werden. Im März 2010 wurde als Abrundung und Ergänzung der sozialen Angebote das „Haus für Senioren“ mit 80 Betten eröffnet. Weiters wurde im neu adaptierten Veranstaltungszentrum (Umbau v. 2004–2005) ein Jugend- und Vereinszentrum untergebracht. Im 2. Obergeschoß des Marktgemeindeamtes wurde eine Familienberatungsstelle „Zentrum Spattstraße“ eingerichtet.

### Regelmäßige Veranstaltungen
- Mauerkirchner Christkindlmarkt im Dezember
- Frühschoppen der Feuerwehr im Schulhof im Juli
- Bauernmarkt jeden Donnerstag
- Kinderfasching in der Mehrzweckhalle immer am Faschingssonntag
- Heringsschmaus im Veranstaltungszentrum jeden Aschermittwoch
- Frühjahrskonzert der Marktmusik

### Vereine
In Mauerkirchen sind mehr als 40 Vereine aktiv. Hier einige davon:
- ÖTB Turnverein Mauerkirchen
- Volleyballclub Mauerkirchen
- SV Mauerkirchen
- Tennisclub Mauerkirchen
- Freiwillige Feuerwehr Mauerkirchen
- Traktorclub „Die Oidn“
- Stockschützenverein
- Plattenwurfclub
- KuMM – Kultur in Mauerkirchen Miteinander
- Frühschoppenclub Biburg
- Goldhaubengruppe Mauerkirchen
- Gesunde Gemeinde Mauerkirchen
- Marktmusik Mauerkirchen

## Politik

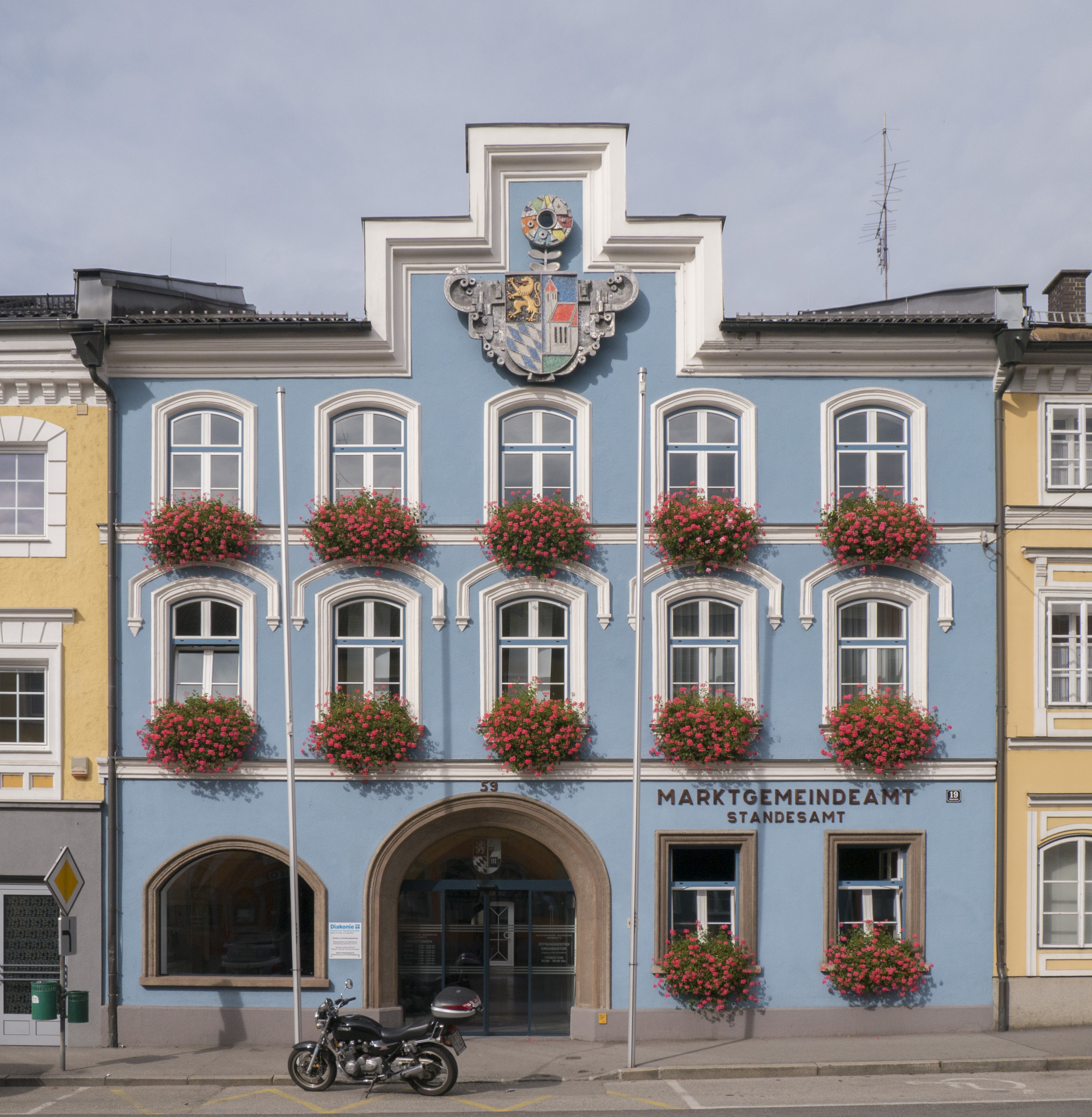
Marktgemeindeamt

### Gemeinderat
Der Gemeinderat hat 25 Mitglieder.
- Mit den Gemeinderats- und Bürgermeisterwahlen in Oberösterreich 2003 hatte der Gemeinderat folgende Verteilung: 15 SPÖ, 8 ÖVP und 2 FPÖ.
- Mit den Gemeinderats- und Bürgermeisterwahlen in Oberösterreich 2009 hatte der Gemeinderat folgende Verteilung: 10 SPÖ, 10 ÖVP und 5 FPÖ.
- Mit den Gemeinderats- und Bürgermeisterwahlen in Oberösterreich 2015 hatte der Gemeinderat folgende Verteilung: 10 SPÖ, 8 ÖVP, 6 FPÖ und 1 NEOS.
- Mit den Gemeinderats- und Bürgermeisterwahlen in Oberösterreich 2021 hat der Gemeinderat folgende Verteilung: 11 SPÖ, 7 ÖVP, 5 FPÖ und 2 NEOS.[4][5]

### Bürgermeister
Quelle:
- 1855–1858 Caspar Reischl
- 1858–1861 Eduard Kudielka
- 1861–1867 August Gruber
- 1867–1870 Friedrich Bergmüller
- 1870–1874 Johann Neuhuber
- 1874–1880 Johann Georg Rossmann
- 1880–1886 Emil Weyland
- 1886–1888 Florian Pöschl
- 1888–1897 August Kudielka
- 1897–1906 Karl Starmühlner
- 1910–1919 Georg Rossmann
- 1919–1921 August Erlach
- 1921–1929 Josef Bernhofer
- 1929–1934 Hermann Windischbauer
- 1934–1938 Josef Bernhofer
- 1938–1945 Hermann Windischbauer
- 1945–1948 Alois Bachleitner-Hofmann
- 1948–1961 Josef Ertl
- 1961–1967 Johann Schihan
- 1967–1997 Johann Viertlbauer
- 1997–2015 Dietmar Vlach (SPÖ)
- 2015–2022 Horst Josef Gerner (SPÖ)[7]
- seit 2022 Sabine Maria Breckner (SPÖ)

### Wappen
Offizielle Beschreibung des Gemeindewappens: Halbgeteilt und gespalten; rechts oben in Schwarz ein goldener, rot gewaffneter Löwe, rechts unten von Blau und Silber schrägrechts gerautet; links in Blau auf grünem Boden eine silberne, vom linken Schildrand ausgehende, eintürmige Kirche mit schwarzen Fensteröffnungen, roten Dächern und goldenem Turmknauf. Die Gemeindefarben sind Blau-Rot-Gelb. Der goldene, rot gewaffnete Löwe (Pfälzische Löwe) und das gerautete Blau-Silber sollen die lange Zugehörigkeit zu Bayern symbolisieren. Gültiges Gemeindewappen seit 1940.

## Persönlichkeiten
- Der Pfleger des Gerichtes Mauerkirchen, Joseph Franz Graf von Aham, war vom 21. Dezember 1705 bis 16. Januar 1706 im Direktorium des Braunauer Parlaments.

### Söhne und Töchter der Gemeinde
- Friedrich Mauerkircher († 1485), Bischof von Passau
- Wolfgang Seidl (Seidel, Sedelius) OSB (um 1491–1562), Mönch von Tegernsee, Erfinder des ersten Kunststoffes, bedeutender Gegenreformator und Prediger, Teilnehmer am Konzil von Trient
- Franz Moser (1711–1776), deutscher Jesuitenmissionar in China
- Jacob Vierthaler (1720–1778), Stuckateur und Maurermeister
- Franz Michael Vierthaler (1758–1827), Pädagoge
- Friedrich Bergmüller (1818–1884), Bierbrauereibesitzer und Politiker
- Karl Jobst (1835–1907), Maler
- Max Pfliegl (1839–1916), Gutsbesitzer, Kaufmann und Abgeordneter zum Österreichischen Abgeordnetenhaus
- Jakob Reimer OSB (1877–1958), Erzabt im Stift Sankt Peter (Salzburg)[8]
- Maria Hafner (1891–1969), Wohltäterin
- José Calasanz Rosenhammer (1900–2003), Bischof, Apostolischer Vikar von Chiquitos, Bolivien, Teilnehmer am Zweiten Vatikanischen Konzil
- Edith Paischer (1929–2015), Politikerin (SPÖ)
- Rudi Krausmann (1933–2019), australischer Dramatiker und Dichter österreichischer Herkunft
- Pepi Scherfler (1933–2010), Musiker und Komponist
- Matthias Scharer (* 1946), Professor an der Universität Innsbruck
- Reinhold Wagnleitner (* 1949), Historiker, Professor an der Paris Lodron-Universität Salzburg

### Ehrenbürger der Gemeinde
- August Gruber (Bürgermeister a. D., späterer Landtagsabgeordneter), 1867
- Karl Freiherr von Schwarz (Erbauer der Bahnlinie Braunau-Steindorf), 1873
- Friedrich Bergmüller (Bürgermeister, Landtags- und Reichsratsabgeordneter a. D.), 1883
- Franz Xaver Nothaft (Pfarrer), 1901
- Josef Matzner (Vizebürgermeister, Feuerwehrkommandant a. D.), 1929
- Karl Starmühlner (Bürgermeister a. D., Feuerwehrkommandant a. D.), 1929
- Mark W. Clark (Oberbefehlshaber der amerikanischen Truppen in Österreich), 1946

## Literatur

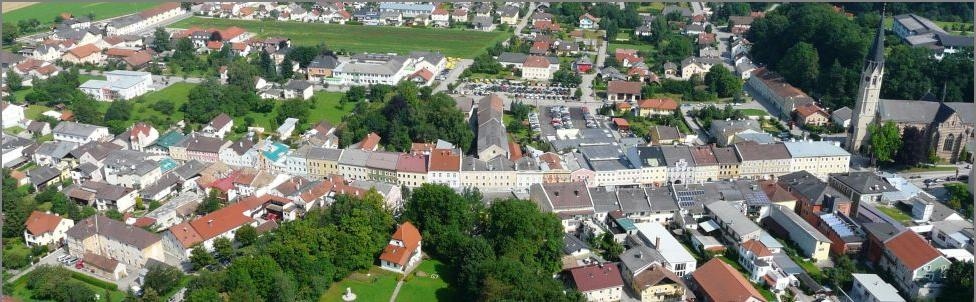
Panoramabild Marktgemeinde Mauerkirchen